# Hellwitch
A Hellwitch egy amerikai death/thrash metal együttes, amely 1984-ben alakult meg a floridai Fort Lauderdale-ben. 1998-ban feloszlottak, de 2004 óta a zenekar újból aktív. Szövegeik témái: halál, erőszak, pusztítás, vallás-ellenesség.

## Tagjai
- Patrick Ranieri - gitár, ének (1984-1998, 2004-)
- J.P. Brown - gitár (1984-1998, 2004-)
- Brian Wilson - dobok (2015-)

## Diszkográfia

### Stúdióalbumok
- Syzygial Miscreancy (1990)
- Omnipotent Convocation (2009)

## Egyéb kiadványok

### Demók
- Nosferatu (1984)
- Transgressive Sentience (1986)
- Mordirivial Disemanation (1987)
- Rehearsal Demo (1989)
- Anthropophagi (1994)

### EP-k
- Terrasymmetry (1993)
- The Epitome of Disgrace (2005)

### Válogatáslemezek
- Final Approach (2003)
- Compilation of Death Series - First Possession: Hellwitch (2017)

### Koncertalbumok/videóalbumok
- Video Miscreancy Volume 1 (1986-1994) (1994)
- Video Miscreancy Volume 2 (1995-2005) (2005)
- A Night at the 5th (2016)